# Genoa Cricket and Football Club 2002-2003
Questa voce raccoglie le informazioni riguardanti il Genoa Cricket and Football Club nelle competizioni ufficiali della stagione 2002-2003.

## Stagione
Nella stagione 2002-2003 il Genoa disputa il campionato di Serie B, inizia il torneo affidato a Claudio Onofri, ma è una partenza difficile, infatti dopo la sconfitta di Cagliari (1-0) a fine settembre, la squadra rossoblù passa nelle mani di un altro ex genoano Vincenzo Torrente, anche la sua cura dura poco più di un mese, dopo la sconfitta (2-0) subita a Livorno si passa il timone a Rino Lavezzini che non riesce a salvare il grifone dalla retrocessione sul campo. Con 39 punti si piazza in terz'ultima posizione, retrocedendo con Catania, Cosenza e Salernitana. Al termine del torneo il Tar dà ragione al Catania, rispetto al risultato della 30ª giornata, giocata a Siena e pareggiata (1-1) sul campo, per la posizione che sembrava irregolare di un calciatore senese. I due punti assegnati dal Tar al Catania hanno dato il via ad una serie di provvedimenti, che hanno portato la federazione ad un allargamento della Serie B 2003-2004 a 24 squadre, bloccando di fatto le retrocessioni di Catania, Genoa e Salernitana, ma non del Cosenza (non iscritto al campionato cadetto successivo per problemi finanziari e poi fallito, rimpiazzato dalla Fiorentina). Anche in Coppa Italia il Genoa non riesce a superare il girone 1 di qualificazione, che promuove la Sampdoria al secondo turno.

## Organigramma societario
Area direttiva
- Presidente: Nicola Canal
- Segretario generale: Massimo Ienca
- Segretario Amministrativo: Vincenzo Mamola

Area tecnica
- Allenatore: Claudio Onofri, poi Vincenzo Torrente, poi Rino Lavezzini
- Preparatore atletico: prof. Riccardo Capanna
- Massaggiatore: Vincenzo Teodosio

## Rosa
| N. |                    | Ruolo | Calciatore             |
| -- | ------------------ | ----- | ---------------------- |
| 1  | Italia (bandiera)  | P     | Pierluigi Brivio       |
| 2  | Camerun (bandiera) | D     | Antonio Ghomsi         |
| 3  | Italia (bandiera)  | D     | Stefano Rossini        |
| 4  | Romania (bandiera) | D     | Valentin Năstase       |
| 4  | Croazia (bandiera) | D     | Mario Cvitanović       |
| 5  | Italia (bandiera)  | C     | Roberto Breda          |
| 7  | Italia (bandiera)  | A     | Marco Carparelli       |
| 7  | Italia (bandiera)  | A     | Giuseppe Mascara       |
| 8  | Italia (bandiera)  | C     | Massimo Mutarelli      |
| 8  | Italia (bandiera)  | C     | Mauro Bressan          |
| 9  | Romania (bandiera) | A     | Adrian Mihalcea        |
| 10 | Romania (bandiera) | C     | Paul Codrea            |
| 11 | Italia (bandiera)  | C     | Vincenzo D'Isanto      |
| 13 | Italia (bandiera)  | P     | Nicola Barasso         |
| 14 | Italia (bandiera)  | D     | Simone Giacchetta      |
| 15 | Tunisia (bandiera) | C     | Imed Mhadhebi          |
| 16 | Italia (bandiera)  | P     | Luca Ferro             |
| 17 | Tunisia (bandiera) | C     | Raouf Bouzaiene        |
| 18 | Italia (bandiera)  | D     | Davide Scantamburlo    |
| 19 | Tunisia (bandiera) | C     | Hassen Gabsi           |
| 20 | Italia (bandiera)  | A     | Francesco De Francesco |
| 21 | Italia (bandiera)  | D     | Andrea Basso           |
| 22 | Italia (bandiera)  | P     | Andrea Ivaldi          |
| 23 | Italia (bandiera)  | A     | Gabriele Gorlani       |
| 24 | Italia (bandiera)  | A     | Sergio Floccari        |

| N. |                    | Ruolo | Calciatore        |
| -- | ------------------ | ----- | ----------------- |
| 24 | Italia (bandiera)  | D     | Domenico Criscito |
| 25 | Camerun (bandiera) | D     | Patrice Feussi    |
| 26 | Italia (bandiera)  | D     | Cristian Arrieta  |
| 26 | Italia (bandiera)  | D     | Andrea Catalano   |
| 27 | Italia (bandiera)  | A     | Paolo Ramora      |
| 27 | Italia (bandiera)  | A     | Salvatore Aurelio |
| 28 | Polonia (bandiera) | A     | Piotr Matys       |
| 28 | Italia (bandiera)  | A     | Matteo Siligato   |
| 29 | Romania (bandiera) | A     | Claudiu Niculescu |
| 30 | Francia (bandiera) | C     | Rodrigue Boisfer  |
| 31 | Italia (bandiera)  | A     | Riccardo Taddei   |
| 32 | Italia (bandiera)  | D     | Giacomo Chini     |
| 33 | Italia (bandiera)  | A     | Emanuele Volpara  |
| 34 | Italia (bandiera)  | A     | Andrea Cardini    |
| 35 | Italia (bandiera)  | C     | Diego Colurcio    |
| 36 | Italia (bandiera)  | D     | Armando Padula    |
| 37 | Italia (bandiera)  | C     | Egidio Nico Rea   |
| 38 | Italia (bandiera)  | C     | Luigi Rinaldi     |
| 39 | Italia (bandiera)  | D     | Matteo Scarone    |
| 40 | Italia (bandiera)  | A     | Francesco Volpe   |
| 41 | Italia (bandiera)  | C     | Armando Ruscelli  |
| 72 | Italia (bandiera)  | D     | Marco Malagò      |
| 77 | Francia (bandiera) | C     | Stephane Coquin   |
| 99 | Italia (bandiera)  | C     | Damiano Moscardi  |

## Risultati

### Campionato

#### Girone di andata
| Arbitro: | Palmieri (Cosenza) |

|             |           |  |
| Zanetti 35’ | Marcatori |  |

| Arbitro: | Preschern (Mestre) |

|                |           |  |
| Giacchetta 10’ | Marcatori |  |

| Arbitro: | Brighi (Cesena) |

|                                |           |                                    |
| Bucchi 14’ Grieco 36’ Fini 43’ | Marcatori | 57’ (rig.) Carparelli 89’ Floccari |

| Genova 21 settembre 2002 4ª giornata | Genoa               | 0 – 0 | Bari | Stadio Luigi Ferraris (7.500 spett.)\| Arbitro: \| Castellani (Verona) \| |
| Arbitro:                             | Castellani (Verona) |       |      |                                                                           |

| Arbitro: | Palmieri (Cosenza) |

|             |           |  |
| Lucenti 18’ | Marcatori |  |

| Arbitro: | Tombolini (Ancona) |

|                                   |           |  |
| Niculescu 14’, 44’ Carparelli 74’ | Marcatori |  |

| Arbitro: | Brighi (Cesena) |

|  |           |              |
|  | Marcatori | 67’ D'Isanto |

| Arbitro: | Bertini (Arezzo) |

|            |           |              |
| Codrea 29’ | Marcatori | 21’ Zampagna |

| Genova 26 ottobre 2002 9ª giornata | Genoa             | 0 – 0 | Lecce | Stadio Luigi Ferraris (12.200 spett.)\| Arbitro: \| Saccani (Mantova) \| |
| Arbitro:                           | Saccani (Mantova) |       |       |                                                                          |

| Arbitro: | Cannella (Palermo) |

|                      |           |  |
| Protti 53’ Tulli 79’ | Marcatori |  |

| Arbitro: | Preschern (Mestre) |

|                                        |           |             |
| Carparelli 25’ Bouzaiene 53’ Gabsi 90’ | Marcatori | 29’ Dionigi |

| Arbitro: | Rodomonti (Teramo) |

|                        |           |              |
| Bazzani 14’ Flachi 33’ | Marcatori | 75’ D'Isanto |

| Arbitro: | Tombolini (Ancona) |

|                            |           |                         |
| Carparelli 10’ Mhadhbi 82’ | Marcatori | 19’ Cassetti 32’ Pisanu |

| Arbitro: | Palanca (Roma) |

|               |           |              |
| Bonfiglio 31’ | Marcatori | 71’ Mihalcea |

| Palermo 8 dicembre 2002 15ª giornata | Palermo            | 0 – 0 | Genoa | Stadio Renzo Barbera\| Arbitro: \| Preschern (Mestre) \| |
| Arbitro:                             | Preschern (Mestre) |       |       |                                                          |

| Arbitro: | Cannella (Palermo) |

|                                                    |           |                                 |
| Mhadhbi 45’ Mihalcea 49’ Codrea 65’ Carparelli 90’ | Marcatori | 14’ Dwgano 62’ (rig.) Graffiedi |

| Arbitro: | Trentalange (Torino) |

|                           |           |                |
| Pinga 56’ Ghirardello 70’ | Marcatori | 36’ Carparelli |

| Arbitro: | De Santis (Tivoli) |

|                       |           |                                |
| Codrea 9’ Mhadhbi 44’ | Marcatori | 11’ (rig.) Zanini 83’ Del Nevo |

| Arbitro: | Cruciani (Pesaro) |

|                         |           |                 |
| Guidoni 13’, 57’ (rig.) | Marcatori | 90+1’ Niculescu |

#### Girone di ritorno
| Arbitro: | Rizzoli (Bologna) |

|  |           |                      |
|  | Marcatori | 52’ Semioli 81’ Jeda |

| Arbitro: | Morganti (Ascoli Piceno) |

|                |           |                                                 |
| Borgobello 20’ | Marcatori | 48’ Malagò 59’ De Francesco 78’ (rig.) Moscardi |

| Arbitro: | Girardi (San Donà di Piave) |

|                                     |           |  |
| Martusciello 8’ (aut.) Mihalcea 34’ | Marcatori |  |

| Arbitro: | Preschern (Mestre) |

|                                          |           |              |
| Spinesi 59’ (rig.) Cvitanovic 78’ (aut.) | Marcatori | 37’ Mihalcea |

| Arbitro: | Trentalange (Torino) |

|                    |           |                                         |
| Mascara 86’ (rig.) | Marcatori | 34’ (rig.) Suazo 44’ Langella 49’ Loria |

| Arbitro: | Morganti (Ascoli Piceno) |

|                        |           |                               |
| Zoppetti 50’ Luiso 78’ | Marcatori | 21’ Mihalcea 40’ De Francesco |

| Genova 16 marzo 2003 26ª giornata | Genoa             | 0 – 0 | Venezia | Stadio Luigi Ferraris\| Arbitro: \| Cruciani (Pesaro) \| |
| Arbitro:                          | Cruciani (Pesaro) |       |         |                                                          |

| Arbitro: | Nucini (Bergamo) |

|                                 |           |             |
| Zampagna 22’ (rig.) Campolo 77’ | Marcatori | 2’ Mihalcea |

| Arbitro: | Messina (Bergamo) |

|                              |           |           |
| Chevanton 54’ Giacomazzi 69’ | Marcatori | 47’ Breda |

| Arbitro: | Ayroldi (Molfetta) |

|                                            |           |           |
| Mihalcea 57’ D'Isanto 79’ De Francesco 84’ | Marcatori | 70’ Negri |

| Arbitro: | Saccani (Mantova) |

|                        |           |                         |
| Vidigal 17’ Bonomi 85’ | Marcatori | 14’ Malagò 59’ Mihalcea |

| Arbitro: | Rosetti (Torino) |

|  |           |                         |
|  | Marcatori | 9’ Zivkovic 45+1’ Conte |

| Arbitro: | Ayroldi (Molfetta) |

|                   |           |                                  |
| Adailton 64’, 74’ | Marcatori | 57’ Bressan 90+3’ (rig.) Mascara |

| Arbitro: | Palmieri (Cosenza) |

|                  |           |                          |
| De Francesco 19’ | Marcatori | 57’ Barzagli 90+4’ Bruno |

| Arbitro: | Gabriele (Frosinone) |

|           |           |         |
| Breda 88’ | Marcatori | 6’ Asta |

| Arbitro: | Bertini (Arezzo) |

|           |           |  |
| Maini 54’ | Marcatori |  |

| Arbitro: | Tombolini (Ancona) |

|          |           |                                       |
| Chini 2’ | Marcatori | 29’ Pinga 45+1’ Taddei 85’ Tiribocchi |

| Arbitro: | Bolognino (Milano) |

|            |           |  |
| Zanini 30’ | Marcatori |  |

| Arbitro: | Nucini (Bergamo) |

|                                   |           |  |
| Basso 10’ Boisfer 86’ Rinaldi 90’ | Marcatori |  |

### Coppa Italia

#### Gruppo 1
| Arbitro: | Trentalange (Torino) |

|                     |           |                                       |
| Deflorio 25’ (rig.) | Marcatori | 11’ Mutarelli 76’ (rig.) De Francesco |

| Arbitro: | Bolognino (Milano) |

|                  |           |                       |
| De Francesco 57’ | Marcatori | 3’ Flachi 59’ Bazzani |

| Arbitro: | Girardi (San Donà di Piave) |

|           |           |                       |
| Pinga 13’ | Marcatori | 24’ (rig.) Carparelli |